# Stèle de Karabalghasun
La stèle de Karabalghasun est une stèle trilingue (Alphabet de l'Orkhon, alphabet sogdien, Caractères chinois), redécouverte dans les ruines de Karabalghasun  en 1889, et est déjà décrite par le voyageur persan du XIIIe siècle, Juvaynî, qui raconte les conquêtes de Gengis Khan. Il n'en reste plus aujourd'hui que des fragments rapporté à Saint-Pétersbourg par les missions russes, et des fac-similé par estampage, produit par la Société finno-ougrienne d’Helsinki en 1892. Les copies de Bouillane de Lacoste à ce sujet sont conservés au site Lemoine de la bibliothèque de la Société asiatique.